# Montanyana
Montanyana és un poble situat a un quilòmetre de la vora occidental del riu Noguera Ribagorçana i és un nucli de població del Pont de Montanyana, municipi ribagorçà de la Franja de Ponent. Està situat sobre un tossal delimitat pels barrancs de Sant Miquel i de Sant Joan i envoltat per muntanyes de secà.
Tot el poble ha mantingut un ric patrimoni romànic i medieval pel qual va ser declarat conjunt historicoartístic el 1984.

## Història
Les primeres dades que reconeixen Montanyana apareixen l'any 987, any en què figura al cartulari del monestir d'Alaó com a castrum de Montagnana, de filiació cristiana. Els habitants del castrum es defensaren d'incursions musulmanes el 1017 al front de Abd el Malik.
Els orígens del poble de Montanyana són els del castell, avui reduït a una torre esberlada del segle xi sobre un esperó que domina una petita però estratègica vall lateral de la Noguera Ribagorçana.
A finals del s. X el castell defensava la frontera del primer comtat ribagorçà i estava vinculat al monestir benedictí d'Alaó. En començar l'onzena centúria va tornar a caure en mans dels musulmans, però ben aviat, pels volts dels anys vint, el recuperà el comte de Pallars Jussà. En aquest moment (1026) el bisbe Borrell de Ribagorça consagrà de nou l'església de Sant Martí, que era la capella castral, i vers 1053 el comte de Pallars Jussà infeudà el castell a Arnau Mir de Tost. Aquest organitzà i fortificà Montanyana, car en aquells anys el castell havia adquirit una importància cabdal per a l'avenç dels cristians cap al sud.
Un segle més tard, Montanyana entrà dins l'òrbita de l'Orde de l'Hospital. La relació amb l'Orde del Temple que li atribueixen alguns autors, sobre la base del llinatge "de Montanyana" d'un mestre provincial, està mancada de fonament. En canvi, sí que està documentada a bastament la seva relació amb l'Hospital; s'inscriu en els pactes duts a terme en el darrer quart del segle xii per solucionar el polèmic testament del comte Arnau Mir de Pallars Jussà. Montanyana restà en mans de la vídua, la comtessa Òria de Pallars, però part del senyoriu hagué de ser cedit a l'Hospital.
El 1322 Montanyana i el Pont passaren al comtat de Ribagorça, i el rei Jaume II se'n reservà la castellania. D'aquesta època data la nova fortificació de la vila que, en bona part, és la que ha arribat a l'actualitat. Els comtes hi tenien també jurisdicció.
L'església parroquial de Montanyana fou l'antiga capella castral de Sant Martí. Com el castell, té els orígens a finals del segle x, i també estava vinculada al monestir benedictí d'Alaó. En virtut de la concòrdia de 1140, Sant Martí, com totes les esglésies del comtat de Pallars —les de la riba dreta incloses—, va passar al bisbat d'Urgell. Segons la tradició, el miracle d'una marededéu, trobada l'any 1412, feu canviar l'advocació de l'església per l'actual de Santa Maria de Baldós.
La història de Montanyana està íntimament relacionada amb la del priorat hospitaler de Sant Joan. Sota el poble, a l'altre costat del torrent de Sant Joan, els hospitalers fundaren el priorat de Sant Joan de Montanyana, sobre el qual van adquirir tota la jurisdicció eclesiàstica. Això volia dir que els delmes del priorat i els drets de patronatge sobre l'església de Sant Joan eren del comanador de Siscar i no pas del bisbe d'Urgell. Aquesta situació motivà que el prelat urgellenc reclamés insistentment els delmes del priorat. El contenciós durà fins a l'any 1292, quan el rei Jaume II va fallar a favor dels hospitalers.
El priorat de Montanyana va ser sempre una de les possessions importants de la comanda de Siscar, probablement més rica que la casa mare. Quan al segle xiv aquesta comanda passà a formar part del gran priorat de Catalunya, el prior de Montanyana assumí un paper preponderant en aquell sector del territori.
Hi ha documentats manaments del gran prior de Catalunya sobre els priors de Montanyana els anys 1378, 1418.
Els hospitalers tenien també altres drets i possessions a Montanyana i al Pont (actual Pont de Montanyana). A Montanyana era seva l'"abadia" —la casa on vivia el prior—, situada a la part alta de la vila, al costat de l'església de Santa Maria de Baldós. També tenien certs drets sobre les parroquials de Montanyana (Santa Maria de Baldós) i del Pont (Sant Esperit), en les quals, malgrat ésser pròpies del bisbe d'Urgell, el comanador posava vicari depenent del prior de Sant Joan.
La visita de milloraments de 1746 aporta molta informació sobre les pertinences de l'Orde al poble de Montanyana.
A partir del 1834 fou cap de municipi, si bé amb la despoblació del medi rural de la dècada dels anys 1960, l'ajuntament es va traslladar al Pont de Montanyana i va començar un declivi que va fer perillar el conjunt medieval.

## Patrimoni

### El castell i la vila
Al cim del turó resta en peu el vestigi més important del castell primitiu, la torre mestra, construïda probablement el segle xi; fa nou metres i escaig de diàmetre a la base, per uns dotze d'altura, i tenia tres pisos amb sostres plans i terrassa. Avui està esberlada, però la seva imponent silueta continua dominant sobre els barrancs de Sant Joan i Sant Miquel. Des de la torre s'obria un cinturó emmurallat que bordejava la plataforma superior del turó i tancava dintre seu l'església de Santa Maria de Baldós. Aquest fou el castell que anà creixent entre els segles xi i xii.
A partir del segle xiii, la vila va estendre's des de dalt del castell, esgraonant-se per la falda del turó, fins al torrent de Sant Joan, on es construí un pont (que encara es conserva) per accedir al poble. En algun moment del creixement, potser durant el segle xiv, deurien tancar la vila a mitja carena amb un mur i un portal defensat per una torre, formant així una mena de segon recinte castral. La torre quadrada, de 5 m de costat per uns 10 m d'altura, i el portal d'arc ogival i dovellat són elements interessants del conjunt medieval, que han resistit fins ara el procés de degradació del conjunt.
Al peu del turó, on la vila s'eixampla mesuradament, es conserven edificis vetusts, travessats de porxos amb arcs de bones dovelles. Un d'aquests, que fou seu de l'ajuntament, conserva un balcó, la llosana del qual recolza en dos capitells de la mateixa factura que els de la porta de Sant Joan (sembla que procedeixin d'una portalada semblant, potser de la desapareguda ermita de Sant Miquel que hi havia a poca distància del poble, al costat del torrent del mateix nom). També es conserva el portal, d'arc de mig punt, que donava accés a la vila, una vegada passat el pont.
Els carrers, empedrats i esgraonats, que pugen al castell, conserven un aire medieval encantador malgrat la degradació produïda des que la gent emigrà.
En arribar a l'esplanada del castell, al costat de l'església hi havia l'abadia, on vivia el prior. Al costat, sobre un arc restaurat recentment, s'ha col·locat la clau de pedra que antigament formava part de la porta de la casa del prior. És una pedra decorada amb quatre escuts d'heràldica hospitalera. Tots són del tipus triangle curvilini; un, el doble de gran que els altres i situat més alt, presideix la composició: és l'escut de l'Orde de l'Hospital, carregat amb la creu de Sant Joan plena. A sota seu es troba un escut amb bordura d'onze peces, carregat amb un ocell que sembla un còrvid. A la dreta, l'escut del gran prior de Catalunya: partit, amb la creu de Sant Joan i els pals; i a l'esquerra un escut bandat. El del còrvid i el bandat són d'heràldica desconeguda, és probable que corresponguin al comanador de Susterris-Siscar i al prior de Montanyana. Podrien datar del s. XIV o del XV.

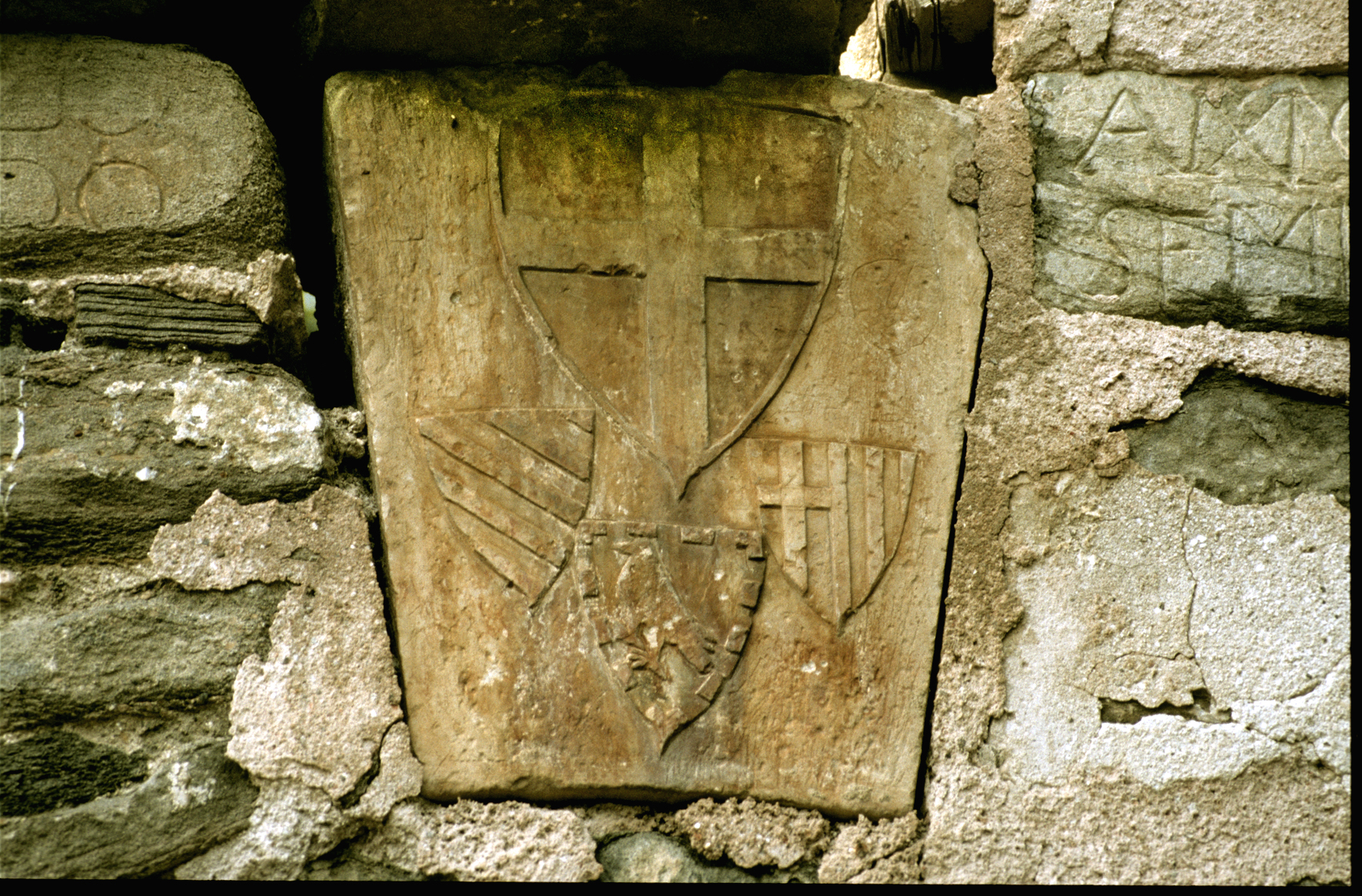
Montanyana (Pont de Montanyana), clau d'arc amb heràldica de l'orde de l'Hospital, 1999.

El poble fou una plaça emmurallada pensada per a sobreviure en la frontera musulmana del segle xi. Té dos barris, la part baixa del poble abraçada per un petit rierol amb les cases de conreu, mentre la part alta, més protegida, concentra un ric patrimoni romànic. Totes dues estan unides per un pont gòtic de doble arcada. Els carrers totalment empedrats són un conjunt enrevessat de passadissos, porxos i rampes amb cases totalment de pedra i amb teula àrab.
Tanmateix al voltant del nucli trobem masos aïllats i diversos pallers i bordes. Aquestes construccions, reformades i ampliades constitueixen un bon exemple de les construccions rurals dels darrers tres-cents anys.
Entre els elements arquitectònics destaca l'església romànica de la Mare de Déu de Baldós, l'ermita, també romànica, de Sant Joan i tres torres de guaita que alertaven amb temps suficient de qualsevol perill. Les restes de les torres més antigues són del segle xi, i s'ubiquen a l'altra banda del barranc de Sant Joan i al costat de l'església de Baldós. La tercera és una torre de planta quadrada del segle xvi ubicada al costat d'una de les portes i que va fer funcions de presó.
Actualment és considerat un punt d'atracció turística, i es fan molts esforços per mantenir la seva estructura compatible amb la seva habitabilitat.

### Les cases i els masos del poble
A Montanyana trobem tres subconjunts d'edificacions:
- El nucli urbà
- Les cases a 'La Mora'
- Els masos dispersos

Com a la majoria dels pobles cada casa conserva un nom propi.
| Ordre | Nucli urbà                                               |
| ----- | -------------------------------------------------------- |
| 1     | Casa Antonia                                             |
| 2     | Casa Chero                                               |
| 3     | Casa Guillem                                             |
| 4     | Cal Pelat                                                |
| 5     | Cal Peraire                                              |
| 6     | Ca de LLussit                                            |
| 7     | Ca de Minguet                                            |
| 8     | Casa Faro                                                |
| 9     | Casa Teresa                                              |
| 10    | Casa Moixeli                                             |
| 11    | Casa Tecla                                               |
| 12    | Casa Marieta                                             |
| 13    | Casa Ramón de la Costa                                   |
| 14    | Casa Barberó de baix                                     |
| 15    | Casa Barberó de dalt                                     |
| 16    | Casa la Pepa                                             |
| 17    | Ca d'Andreuet                                            |
| 18    | Casa Llerins                                             |
| 19    | Casa Garreta                                             |
| 20    | Casa Martina                                             |
| 21    | Casa Perot                                               |
| 22    | Casa Faquina                                             |
| 23    | Casa Miquel                                              |
| 24    | Casa Carroles                                            |
| 25    | Casa Lloret - antiga, després pujaren a les masies-      |
| 26    | Casa la Vila                                             |
| 27    | Casa Llotche                                             |
| 28    | Casa Codony                                              |
| 29    | Casa Mariana                                             |
| 30    | Casa Espiaberenas                                        |
| 31    | Ca de Serrà                                              |
| 32    | Ca de Vidal                                              |
| 33    | Ca de Ramón                                              |
| 34    | Ca de Solanet                                            |
| 35    | Casa Choan                                               |
| 36    | Casa Sallant                                             |
| 37    | Ca de Costereta                                          |
| 38    | Casa Medardo                                             |
| 39    | Casa Chulià (Julià)                                      |
| 40    | Ca de Català                                             |
| 41    | Casa Pansurro                                            |
| 42    | Casa Barrull                                             |
| 43    | Casa Bolanché - Ara Ca del Mestre junt amb casa Barrull- |
| 44    | Casa Cimeli                                              |
| 45    | Casa Estorm                                              |
| 46    | Casa Pau                                                 |
| 47    | Casa Miquel guard                                        |

Al voltant d'aquest nucli s'escampen deu masies separades per uns dos-cents metres cadascuna. A banda trobarem pallers, eres i bordes.
| Ordre | Les masies            |
| ----- | --------------------- |
| 48    | Casa Lloret           |
| 49    | Casa Gaspar           |
| 50    | Casa Serranet         |
| 51    | Casa Castany          |
| 52    | Casa Nadal            |
| 53    | Casa Palonya          |
| 54    | Casa Chaumet (Jaumet) |
| 55    | Casa Chero            |
| 56    | Casa de la Costa      |
| 57    | Casa Burrenyaco       |

Finalment un nucli allunyat:
| Ordre | La Mora                      |
| ----- | ---------------------------- |
| 58    | Casa Chanchordi (Sant Jordi) |
| 59    | Casa Guillem                 |
| 60    | Casa Vives                   |
| 61    | Casa Masana                  |
| 62    | Casa Torrent                 |
| 63    | Casa Madart                  |

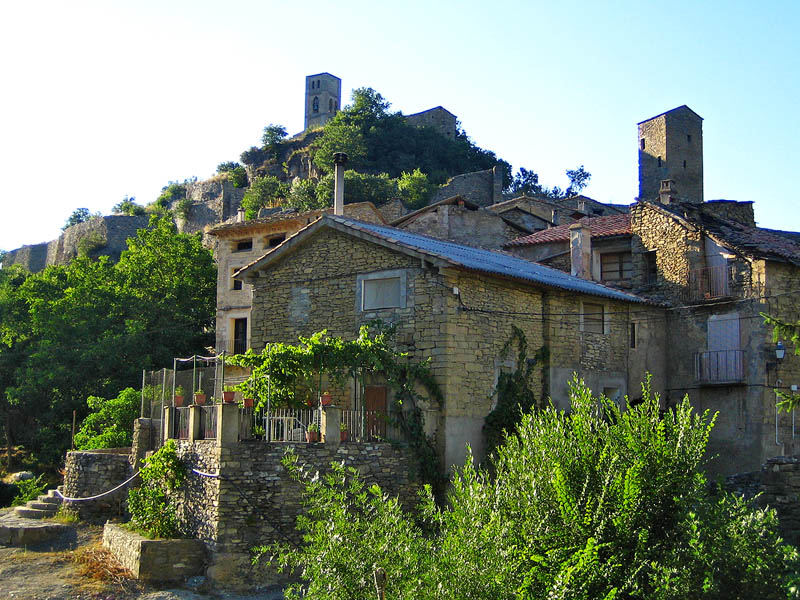
Vista general del poble
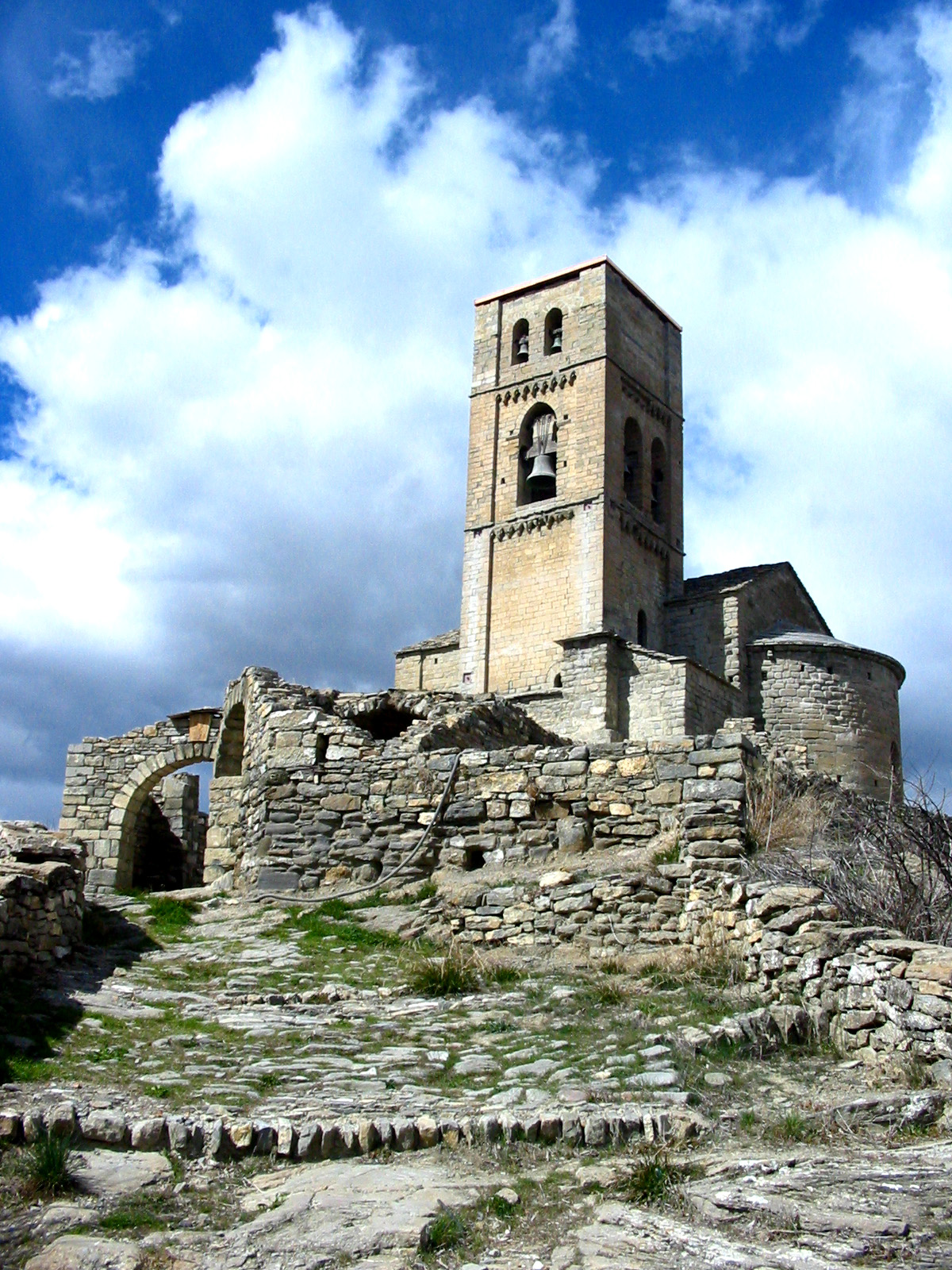
Església romànica de la Mare de Déu de Baldós
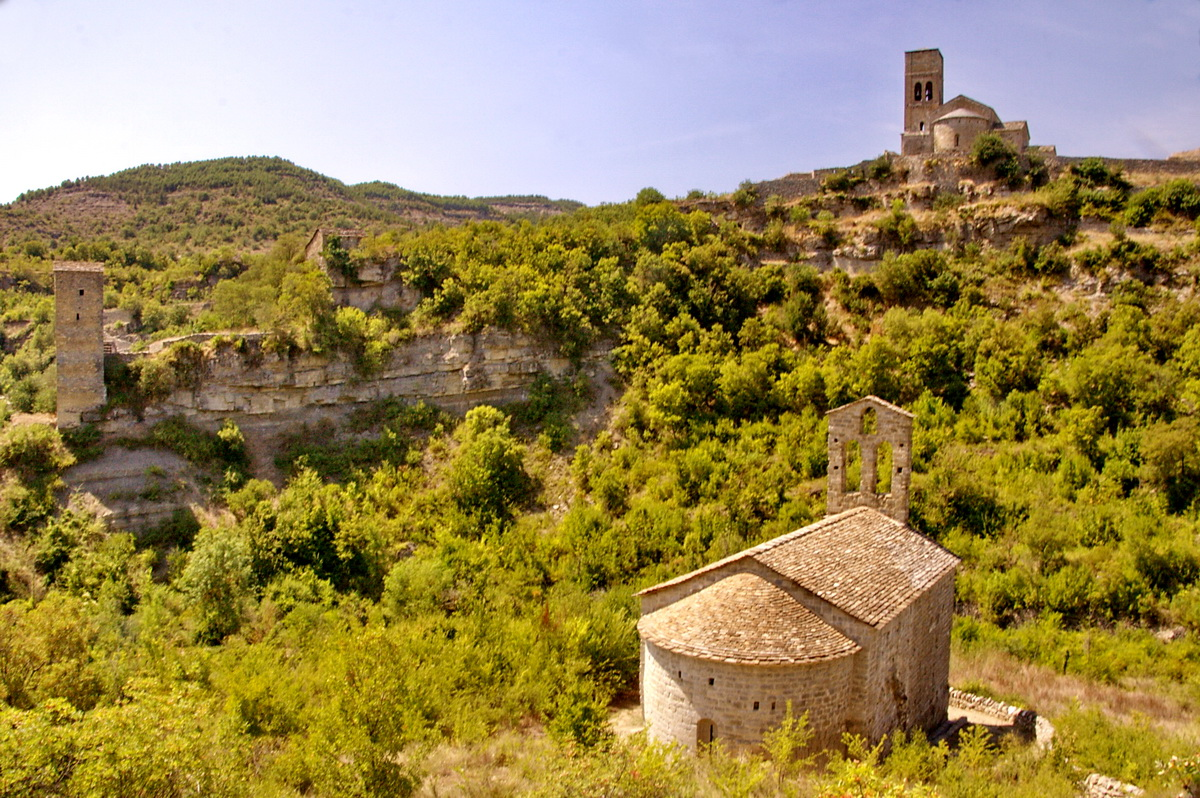
En primer pla, l'ermita de Sant Joan, al fons la Mare de Déu de Baldós i la torre de guaita del segle XVI